# Free and Dream
「Free and Dream」（フリー・アンド・ドリーム）は、Suaraの7作目のシングル。2009年4月22日にキングレコードより発売された。販売元はフィックスレコードである。

## 解説
- 2009年4月から9月まで放送されたテレビアニメ「ティアーズ・トゥ・ティアラ」のオープニングとして使用された。
- テレビアニメ「WHITE ALBUM2」７話冒頭にて、劇中歌として使われた（上原れなと津田朱里によるデュエット）。

## 収録曲
1. Free and Dream [3:47]
作詞： 須谷尚子、作曲：下川直哉、編曲：衣笠道雄
  - テレビアニメ「ティアーズ・トゥ・ティアラ」オープニング
2. 明日へ -空色の手紙- [4:21]
作詞：未海、作曲：下川直哉、編曲：衣笠道雄
3. Free and Dream <instrumental>
4. 明日へ -空色の手紙- <Instrumental>